# Thành ngữ gốc Hán trong tiếng Việt
Thành ngữ gốc Hán dùng để chỉ những kết cấu ngôn ngữ rất ổn định, phổ thông, cô đọng về mặt ngữ nghĩa thịnh hành trong tiếng Hán, được du nhập vào tiếng Việt và sử dụng rộng rãi từ xưa đến nay.

## Đặc điểm thành ngữ tiếng Hán
Thành ngữ tiếng Hán thường gồm bốn chữ, một số thành ngữ có ba hoặc trên bốn chữ. Kết cấu thành ngữ thường theo dạng biền ngẫu, đăng đối dễ dàng nhận thấy trong các thành ngữ 4 chữ, hoặc 8 chữ ví dụ:
- Công thành danh toại (功成名遂): công thành (功成) <> danh toại (名遂)
- Đại sự hóa tiểu, tiểu sự hóa vô (大事化小，小事化無): đại sự (大事) <> tiểu sự (小事)

Còn dạng 5 chữ thì hai chữ Hán đầu và hai chữ Hán cuối là hai vế đối xứng qua một chữ ở giữa, ví dụ:
- Đại ngư cật tiểu ngư 大魚吃小魚 - đại ngư 大魚 <> tiểu ngư 小魚

Rất nhiều thành ngữ sử dụng các điển cố, là các tích truyện xưa có giá trị giáo dục và ý nghĩa lịch sử sâu sắc. Chẳng hạn:
- Lục lâm hảo hán 綠林好漢: chỉ người anh hùng trong dân gian, hoặc bọn cướp trộm tụ tập thành bầy. Theo truyện xưa thời Vương Mãng, những kẻ nổi dậy chống lại triều đình tụ họp nhau ở núi Lục Lâm.
- Thiết xử ma thành châm 鐵杵磨成針: mài chầy sắt thành kim. Theo truyện xưa, Lý Bạch hồi nhỏ rất lười học, ham chơi. Một buổi đi chơi thấy một bà lão suốt ngày ngồi cặm cụi cầm chiếc chày sắt mài đi mài lại. Lý hỏi làm thế để làm gì, bà lão trả lời rằng, mài cho thành chiếc kim khâu. Nhân đó, Lý Bạch tỉnh ngộ và chăm chỉ học hành, về sau trở thành nhà thơ lớn của Trung Quốc cổ đại.

## Phân loại thành ngữ gốc Hán theo nguồn gốc
Hàng nghìn thành ngữ gốc Hán được sử dụng trong tiếng Việt từ xưa tới nay, do sự cô đọng về mặt ngữ nghĩa khiến các thành ngữ đó có giá trị ứng dụng rất lớn. Trong thực tế sử dụng thành ngữ gốc Hán trong tiếng Việt hiện đại người ta thường gặp các dạng sau:

### Sử dụng nguyên gốc
Thành ngữ tiếng Hán thường được sử dụng nguyên bản nếu thành ngữ đó tương đối dễ hiểu. Ví dụ:
- An phận thủ thường 安分守常
- Chiêu hiền đãi sĩ 招賢待士
- Dĩ bất biến ứng vạn biến 以不變應萬變
- Điệu hổ ly sơn 調虎離山
- Đồng cam cộng khổ 同甘共苦
- Môn đăng hộ đối 門當戶對
- Nhàn cư vi bất thiện 閒居為不善
- Nhất ngôn ký xuất, tứ mã nan truy 一言既出，駟馬難追
- Nhất tướng công thành vạn cốt khô 一將功成萬骨枯
- Sự bất quá tam 事不過三
- Tham quyền cố vị 貪權固位
- Trường sinh bất lão 長生不老
- Vạn sự khởi đầu nan 萬事起頭難
- Vô danh tiểu tốt 無名小卒
- Hồng nhan họa thủy 紅顏禍始 [1]
- Hữu dũng vô mưu 有勇無谋
- Hữu xạ tự nhiên hương 有麝自然香

Một số thành ngữ trong tiếng Hán có một số biến thể khác nhau, trong tiếng Việt chỉ có một biến thể được sử dụng, ví dụ như:
| Thành ngữ tiếng Hán                                                         | Thành ngữ tiếng Việt            |
| --------------------------------------------------------------------------- | ------------------------------- |
| 功成名遂 Công thành danh toại 功成名就 Công thành danh tựu                  | Công thành danh toại 功成名遂   |
| 馬到功成 Mã đáo công thành 馬到成功 Mã đáo thành công                       | Mã đáo thành công 馬到成功      |
| 一舉兩得 Nhất cử lưỡng đắc 一舉兩便 Nhất cử lưỡng tiện                      | Nhất cử lưỡng tiện 一舉兩便     |
| 身敗名隳 Thân bại danh huy 身敗名裂 Thân bại danh liệt                      | Thân bại danh liệt 身敗名裂     |
| 四海之內皆兄弟 Tứ hải chi nội giai huynh đệ 四海皆兄弟 Tứ hải giai huynh đệ | Tứ hải giai huynh đệ 四海皆兄弟 |

### Dịch nghĩa hoặc phỏng dịch
Cũng không hiếm khi thành ngữ tiếng Hán được dịch nghĩa hoặc phỏng dịch sang tiếng Việt, thường gặp đối với những thành ngữ nếu để nguyên gốc sẽ rất khó hiểu, trúc trắc về mặt ngôn từ, chẳng hạn:
| Thành ngữ tiếng Hán                                           | Thành ngữ tiếng Việt                     |
| ------------------------------------------------------------- | ---------------------------------------- |
| 錦衣夜行 Cẩm y dạ hành                                        | Áo gấm đi đêm                            |
| 面和心不和 Diện hoà tâm bất hoà                               | Bằng mặt nhưng không bằng lòng           |
| 病從口入，禍從口出 Bệnh tòng khẩu nhập, hoạ tòng khẩu xuất    | Bệnh từ miệng mà vào, hoạ từ miệng mà ra |
| 知己知彼百戰不殆 Tri kỷ tri bỉ bách chiến bất đãi             | Biết địch biết ta trăm trận trăm thắng   |
| 大魚吃小魚 Đại ngư cật tiểu ngư                               | Cá lớn nuốt cá bé                        |
| 高飛遠走 Cao phi viễn tẩu                                     | Cao chạy xa bay                          |
| 狐假虎威 Hồ giả hổ uy                                         | Cáo mượn oai hùm                         |
| 指桑罵槐 Chỉ tang mạ hòe                                      | Chỉ chó mắng mèo                         |
| 大事化小，小事化無 Đại sự hóa tiểu, tiểu sự hóa vô            | Chuyện lớn hóa nhỏ, chuyện nhỏ hóa không |
| 不見棺材不下淚 Bất kiến quan tài bất hạ lệ                    | Chưa thấy quan tài chưa đổ lệ            |
| 有志竟成 Hữu chí cánh thành                                   | Có chí thì nên                           |
| 鐵杵磨成針 Thiết xử ma thành châm                             | Có công mài sắt có ngày nên kim          |
| 癩蛤蟆想吃天鵝肉 Lại cáp mô tưởng cật thiên nga nhục          | Cóc ghẻ mà đòi ăn thịt thiên nga         |
| 恭敬不如從命 Cung kính bất như tòng mệnh                      | Cung kính không bằng tuân mệnh           |
| 走馬觀花 Tẩu mã quan hoa                                      | Cưỡi ngựa xem hoa                        |
| 敢做敢當 Cảm tố cảm đương                                     | Dám làm dám chịu                         |
| 牛刀割雞 Ngưu đao cát kê                                      | Dùng dao mổ trâu giết gà                 |
| 聲東擊西 Thanh đông kích tây                                  | Dương đông kích tây                      |
| 速戰速決 Tốc chiến tốc quyết                                  | Đánh nhanh thắng nhanh                   |
| 大刀闊斧 Đại đao khoát phủ                                    | Đao to búa lớn                           |
| 對牛彈琴 Đối ngưu đàn cầm                                     | Đàn gảy tai trâu                         |
| 打草驚蛇 Đả thảo kinh xà                                      | Đánh rắn động cỏ                         |
| 牛頭馬面 Ngưu đầu mã diện                                     | Đầu trâu mặt ngựa                        |
| 行不更名坐不改姓 Hành bất canh danh, tọa bất cải tính         | Đi không đổi tên, ngồi không đổi họ      |
| 江山易改，本性難移 Giang sơn dị cải, bản tính nan di          | Giang sơn dễ đổi, bản tính khó dời       |
| 藏頭露尾 Tàng đầu lộ vĩ                                       | Giấu đầu hở đuôi                         |
| 破鏡重圓 Phá kính trùng viên                                  | Gương vỡ lại lành                        |
| 虎毒不食子 Hổ độc bất thực tử                                 | Hổ dữ không ăn thịt con                  |
| 豹死留皮，人死留名 Báo tử lưu bì, nhân tử lưu danh            | Hổ chết để da, người ta chết để tiếng    |
| 八兩半斤 Bát lượng bán cân                                    | Kẻ tám lạng người nửa cân                |
| 無翼而飛 Vô dực nhi phi                                       | Không cánh mà bay                        |
| 不共戴天 Bất cộng đái thiên                                   | Không đội trời chung                     |
| 不入虎穴，焉得虎子 Bất nhập hổ huyệt, yên đắc hổ tử           | Không vào hang cọp, sao bắt được cọp con |
| 葉落歸根 Diệp lạc quy căn                                     | Lá rụng về cội                           |
| 以毒治毒 Dĩ độc trị độc                                       | Lấy độc trị độc                          |
| 以卵投石 Dĩ noãn đầu thạch                                    | Lấy trứng chọi đá                        |
| 亡羊補牢 Vong dương bổ lao                                    | Mất bò mới lo làm chuồng                 |
| 海底撈針 Hải để lao châm                                      | Mò kim đáy bể                            |
| 水中撈月 Thủy trung lao nguyệt                                | Mò trăng đáy nước                        |
| 脣亡齒寒 Thần vong xỉ hàn                                     | Môi hở răng lạnh                         |
| 一箭雙雕 Nhất tiễn song điêu                                  | Một mũi tên trúng hai đích               |
| 一本萬利 Nhất bản vạn lợi                                     | Một vốn bốn lời                          |
| 班門弄斧 Ban môn lộng phủ                                     | Múa rìu qua mắt thợ                      |
| 萬眾一心 Vạn chúng nhất tâm                                   | Muôn người như một                       |
| 十年樹木，百年樹人 Thập niên thụ mộc, bách niên thụ nhân      | Mười năm trồng cây, trăm năm trồng người |
| 借刀殺人 Tá dao sát nhân                                      | Mượn dao giết người                      |
| 臥薪嘗膽 Ngoạ tân thường đảm                                  | Nằm gai nếm mật                          |
| 血口噴人 Huyết khẩu phún nhân                                 | Ngậm máu phun người                      |
| 滴水穿石 Tích thủy xuyên thạch                                | Nước chảy đá mòn                         |
| 千鈞一髮 Thiên quân nhất phát                                 | Nghìn cân treo sợi tóc                   |
| 過橋抽板 Quá kiều trừu bản                                    | Qua cầu rút ván                          |
| 釜底抽薪 Phủ để trừu tân                                      | Rút củi đáy nồi                          |
| 差之毫釐，謬以千里 Sai chi hào ly, mậu dĩ thiên lý            | Sai một ly, đi một dặm                   |
| 生寄死歸 Sinh ký tử quy                                       | Sống gửi thác về                         |
| 放虎歸山 Phóng hổ quy sơn                                     | Thả hổ về rừng                           |
| 勝不驕，敗不餒 Thắng bất kiêu, bại bất nỗi                    | Thắng không kiêu, bại không nản          |
| 勝者為王，敗者為寇 Thắng giả vi vương, bại giả vi khấu        | Thắng làm vua, thua làm giặc             |
| 盲人摸象 Manh nhân mạc tượng                                  | Thầy bói xem voi                         |
| 一帆風順 Nhất phàm phong thuận                                | Thuận buồm xuôi gió                      |
| 良藥苦口，忠言逆耳 Lương dược khổ khẩu, trung ngôn nghịch nhĩ | Thuốc đắng dã tật, sự thật mất lòng      |
| 百聞不如一見 Bách văn bất như nhất kiến                       | Trăm nghe không bằng một thấy            |
| 老牛吃嫩草 Lão ngưu cật nộn thảo                              | Trâu già thích gặm cỏ non                |
| 懸羊頭賣狗肉 Huyền dương đầu mại cẩu nhục                     | Treo đầu dê bán thịt chó                 |
| 冤有頭，債有主 Oan hữu đầu, nợ hữu chủ                        | Oan có đầu, nợ có chủ                    |
| 守株待兔 Thủ châu đãi thố                                     | Ôm cây đợi thỏ                           |
| 飲水思源 Ẩm thủy tư nguyên                                    | Uống nước nhớ nguồn                      |
| 真金不怕火 Chân kim bất phạ hoả                               | Vàng thật không sợ lửa                   |

### Thay đổi từ ngữ và/hoặc vị trí từ ngữ
Nhiều thành ngữ gốc Hán đã có sự chuyển hóa vị trí một số chữ Hán hoặc thay một chữ Hán khác cho phù hợp với tiếng Việt hơn, chẳng hạn:
| Thành ngữ tiếng Hán                                                                                            | Thành ngữ tiếng Việt                                  |
| --- | ----------------------------------------------------- |
| 足智多謀 Túc trí đa mưu                                                                                        | Đa mưu túc trí 多謀足智                               |
| 虎父無犬子 Hổ phụ vô khuyển tử                                                                                 | Hổ phụ sinh hổ tử 虎父生虎子                          |
| 蛇口佛心 Xà khẩu phật tâm                                                                                      | Khẩu xà tâm phật 口蛇心佛                             |
| 入鄉隨俗 Nhập hương tuỳ tục                                                                                    | Nhập gia tuỳ tục 入家隨俗                             |
| 福無雙至，禍不單行 Phúc vô song chí, họa bất đơn hành 福不重至，禍必重來 Phúc bất trùng chí, hoạ tất trùng lai | Phúc bất trùng lai, hoạ vô đơn chí 福不重來，禍無單至 |
| 兵貴乎勇不貴乎多 Binh quý hồ dũng bất quý hồ đa                                                                | Quý hồ tinh bất quý hồ đa 貴乎精不貴乎多              |
| 作威作福 Tác oai tác phúc                                                                                      | Tác oai tác quái 作威作怪                             |
| 情投意合 Tình đầu ý hợp                                                                                        | Tâm đầu ý hợp 心投意合                                |
| 根深蒂固 Căn thâm đế cố                                                                                        | Thâm căn cố đế 深根固蒂                               |
| 九死一生 Cửu tử nhất sinh                                                                                      | Thập tử nhất sinh 十死一生                            |
| 通情達理 Thông tình đạt lý                                                                                     | Thấu tình đạt lý 透情達理                             |
| 一路平安 Nhất lộ bình an                                                                                       | Thượng lộ bình an 上路平安                            |